# Maria Thereza Vargas
Maria Thereza Vargas (São Paulo, 01 de abril de 1929) é uma teatróloga, roteirista e biógrafa brasileira.

## Biografia
Formou-se em dramaturgia e crítica pela Escola de Arte Dramática da Universidade de São Paulo - EAD, e em 1958 assumiu sua secretaria. Em 1956 foi uma das planjeadoras e editoras dos primeiros volumes do  Cadernos de Teatro, vinculado ao grupo teatral O Tablado. Durante os anos de 1958 e 1960 foi debatedora no Seminário de Dramaturgia do Teatro de Arena. 
Em 1975 passa a compor o corpo de pesquisadores do Departamento de Informações e Documentação Artísticas – IDART, atual Arquivo Multimeios do Centro Cultural São Paulo, onde se aposentou em 1997. Durante esse período realizou importantes estudos sobre o teatro brasileiro e algumas de suas principais figuras.
Além de exímia pesquisadora, trabalhou com grandes nomes das artes como Alfredo Mesquita, Sábato Magaldi, Augusto Boal, Flávio Império e Walmor Chagas. 

## Produção literária

### Livros
- O Teatro Operário na Cidade de São Paulo - Teatro Anarquista (com Mariangela Alves de Lima), 1980;
- Circo: Espetáculo de Periferia, 1981;
- Da Rua ao Palco - O Teatro da Academia de Direito de São Paulo no Século XIX, 1982;
- Uma Atriz: Cacilda Becker (com Nanci Fernandes), 1983;
- Fredi Kleemann: Foto em Cena (com Tânia Marcondes), 1991;
- Giramundo: O Percurso de uma Atriz - Myrian Muniz (organização), 1998;
- Cem Anos de Teatro em São Paulo (com Sábato Magaldi) - Editora Senac, 2001;
- Sonia Oiticica - uma atriz rodregueana?, 2005;
- Cacilda Becker: Uma mulher de muita importância, 2013.

### Artigos
- Teatro Anarquista, 1988;
- História da EAD, 1989.

## Teatro
| Ano  | Título                                  | Função                           | Ref.  |
| ---- | --------------------------------------- | -------------------------------- | ----- |
| 1957 | Juno e o Pavão                          | Diretora assistente              | [ 3 ] |
| 1957 | Paris 1900 - Casal de Velhos            | Diretora assistente              | [ 4 ] |
| 1957 | Paris 1900 - A Falecida Senhora sua Mãe | Diretora assistente              | [ 5 ] |
| 1958 | Humulus, o Mudo                         | Diretora                         | [ 6 ] |
| 1973 | Labirinto: Balanço de Vida              | Diretora assistente e Roteirista | [ 7 ] |
| 1993 | Retrato Falado                          | Roteirista                       | [ 8 ] |
| 2006 | A Louca de Chaillot                     | Consultora                       | [ 9 ] |

## Prêmios e indicações
| Ano  | Premiação       | Categoria                | Indicação                                       | Resultado | Ref.   |
| ---- | --------------- | ------------------------ | ----------------------------------------------- | --------- | ------ |
| 1981 | Prêmio APCA     | Especial                 | Pelos Serviços junto ao IDART                   | Venceu    | [ 2 ]  |
| 1984 | Prêmio Jabuti   | Biografia ou Memórias    | Uma Atriz: Cacilda Becker                       | Venceu    | [ 10 ] |
| 1998 | Prêmio Mambembe | Especial                 | Conjunto da obra                                | Venceu    | [ 2 ]  |
| 1998 | Prêmio Shell    | Especial                 | Conjunto da obra                                | Venceu    | [ 2 ]  |
| 2013 | Prêmio APCA     | Grande Prêmio da Crítica | Cacilda Becker: Uma mulher de muita importância | Venceu    | [ 11 ] |